# Hexatoma (Eriocera) gressittiana
Hexatoma (Eriocera) gressittiana is een tweevleugelige uit de familie steltmuggen (Limoniidae). De soort komt voor in het Oriëntaals gebied.